# Gaimardia setacea
Gaimardia setacea é uma espécie de planta da família Restionaceae. Pode ser encontrada na Nova Zelândia (na Ilha Sul e nas ilhas Stewart), Nova Guiné e Tasmânia.